# CPI Group
CPI Group je jednou z předních českých realitních skupin zabývající se developmentem, investicemi a správou nemovitostí. Skupina působí na českém a slovenském trhu od roku 1992 a své aktivity rozvíjí v oblasti rezidenčních nemovitostí, kancelářských objektů, maloobchodu, hotelů a logistických center. Hodnota aktiv skupiny dosáhla v roce 2011 hodnoty 55 miliard korun. Generálním ředitelem skupiny je od roku 2005 Zdeněk Havelka.

## Historie CPI Group
CPI Group vznikla v roce 1991, kdy byla založena mateřská společnost celé skupiny – Czech Property Investments, a.s., společnost postupně změnila a výrazně rozšířila sféru své podnikatelské činnosti. V obchodním rejstříku byla 17. 12. 1991 zapsána jako Investiční privatizační fond Boleslavsko, a.s. a věnovala se především aktivitám na kapitálovém trhu.
Postupně svou činnost přesouvala do oblast realit a v roce 1997 kapitálový trh zcela opustila. K intenzivnímu rozšíření portfolia a investičních aktivit došlo ke konci 90. let 20. století, kdy se společnost stala majitelem několika desítek pozemků a budov v Praze. Skupina zároveň koupila první velký sídlištní komplex v Praze Letňanech a zahájila první vlnu výstavby hypermarketů. Následně investovala do dalšího sídlištního komplexu a nemovitostí v Ústí nad Labem a bytových domů v Třinci.
|  |  |  |

Největší rozmach zaznamenala skupina v dalších osmi letech, kdy významně posílila své investice do realit a stala se jedním z nejvýznamnějších investorů a developerů na trhu s nemovitostmi v České republice. Významnou pozici skupiny potvrdily především roky 2010 a 2011, kdy díky výrazné akviziční činnosti zvýšila hodnotu svého majetku na téměř 55 miliard korun (neauditované výsledky z konce roku 2011).

## Oblasti činnosti
CPI Group provozuje svou činnost v pěti segmentech:

### CPI Retail

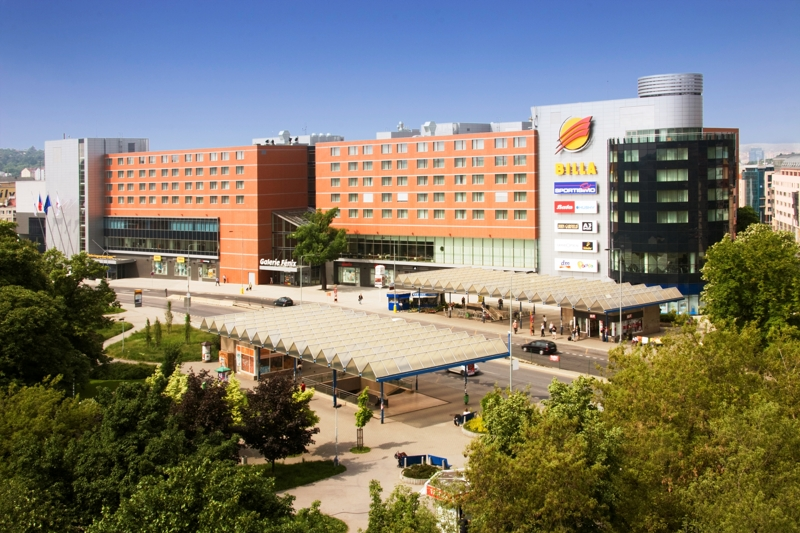
Nákupní Galerie Fénix Vysočanská

Maloobchodní prodejny, nákupní centra a obchodní areály představují velmi důležitou složku portfolia CPI Group. Skupina se věnuje jak vlastní výstavbě, tak akvizicím a dalšímu rozvoji stávajících retailových ploch. Maloobchodní nemovitosti CPI Group se vyznačují rozmanitostí ve formě i geografické působnosti. Skupina v současnosti vlastní a spravuje 500 000 metrů čtverečních obchodních ploch v podobě samostatných obchodních jednotek, hypermarketů a diskontních prodejen řetězců jako TESCO, Interspar, Albert, Billa, Penny Market nebo hobby marketů OBI a Bauhaus, dále obchodních areálů a nákupních center po celé ČR a SR. 

### CPI Office

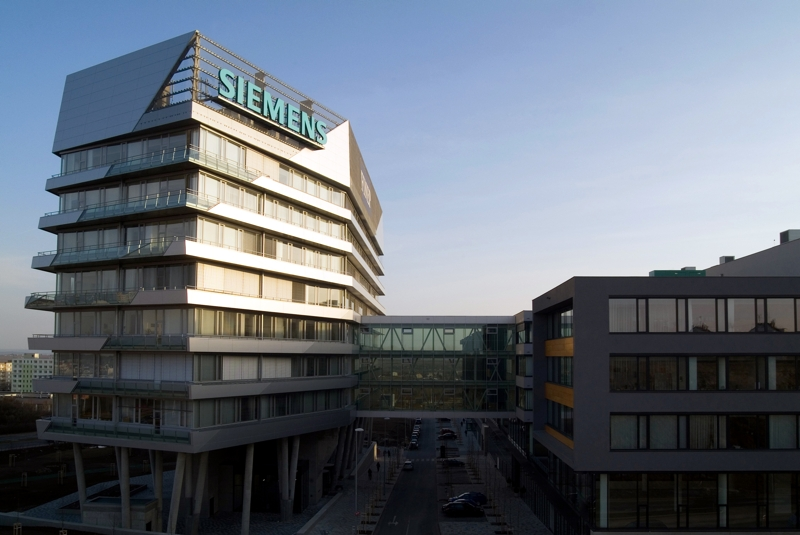
City West Siemens

Kancelářské prostory tvoří významnou část investičních a developerských aktivit CPI Group. Skupina se může prezentovat jak stávajícími kancelářskými budovami na prestižních adresách, tak projektováním a výstavbou vlastních administrativních objektů v Praze a krajských městech ČR. Kancelářský development představuje zejména víceúčelové komplexy v podobě administrativně-obchodních center s odpovídajícím logistickým a sociálním zázemím pod brandem. Skupina v současnosti spravuje 200 000 metrů čtverečních kanceláří.

### CPI Residence

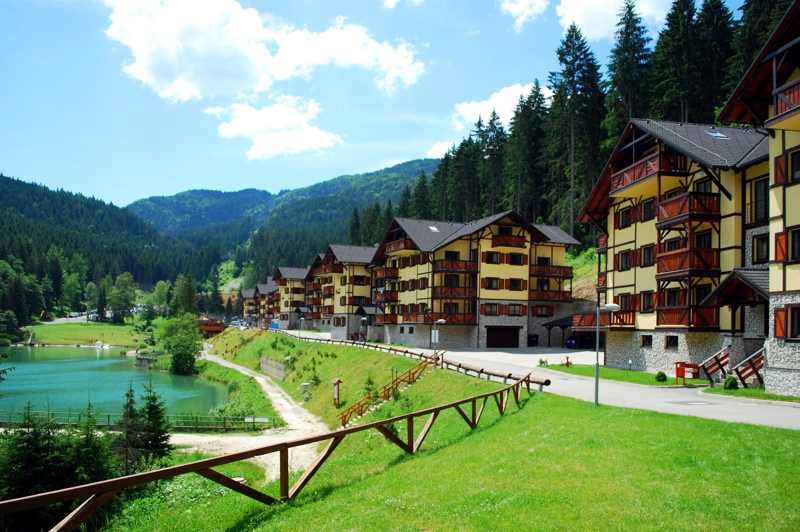
Horské apartmány Hrabovo

Skupina CPI je významným aktérem na poli nájemního bydlení. Prostřednictvím dceřiné společnosti CPI BYTY, a.s., spravuje téměř 13 000 bytů v 15 lokalitách a je tak druhým největším poskytovatelem nájemního bydlení v České republice. CPI Group se prezentuje také v oblasti rezidenčního developmentu. Činnost skupiny v tomto odvětví zahrnuje rekonstrukci stávajících objektů, výstavbu bytových a rodinných domů a rezidenčních komplexů.

### CPI Hospitality

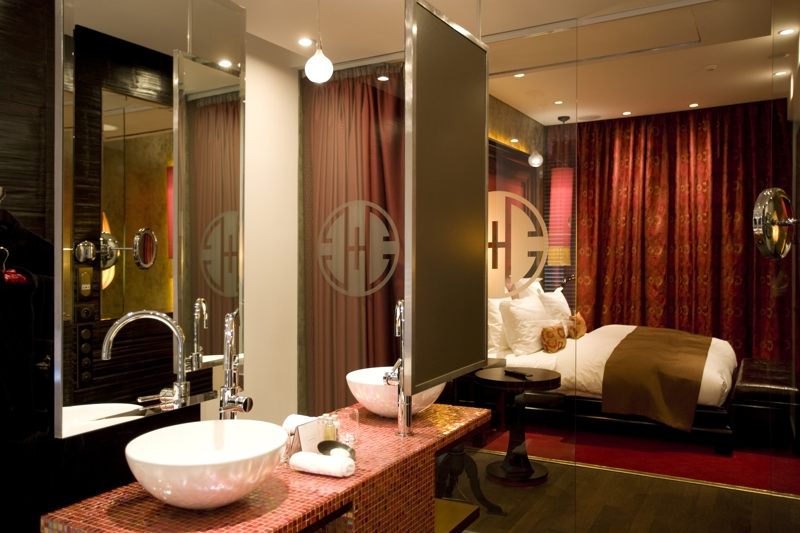
Buddha-Bar Hotel Prague

CPI Group je jedním z největších vlastníků hotelového a dlouhodobého ubytování v České republice. Hotelová síť v současnosti čítá 18 hotelů v Praze a krajských městech o celkové kapacitě 8 230 lůžek. Soubor činností v tomto segmentu zahrnuje jak rekonstrukci původních objektů, tak výstavbu zcela nových hotelů různého standardu.
Skupina CPI vlastní a provozuje hotely všech kategorií:
- Pětihvězdičkový Buddha-Bar Hotel Prague***** z mezinárodní sítě Buddha-Bar Hotels & Resorts
- Čtyřhvězdičkové hotely Clarion**** z mezinárodní sítě Choice Hotels International
- Tříhvězdičkové hotely Fortuna***
- Objekty pro dlouhodobé ubytování

### CPI Logistics

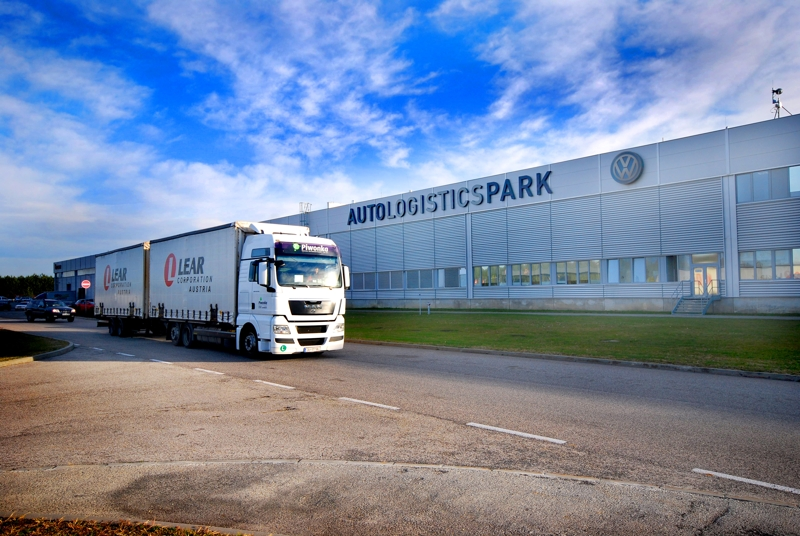
Logistický park Lozorno

CPI Group vlastní přes 800 ha pozemků určených k výstavbě areálů lehkého průmyslu a skladování, mimoto investuje do již fungujících projektů. V roce 2010 koupila logistický areál v Brandýse nad Labem, v roce 2011 pak rozšířila svou činnost i na Slovensko, kde koupila autologictiský areál Lozorno nedaleko Bratislavy.